# Skalnatá dolina
Die Skalnatá dolina (deutsch Steinbachtal, ungarisch Kő-pataki-völgy, polnisch Dolina Łomnicka, seltener Dolina Kamienna) ist ein Tal in der Slowakei auf der südlichen Seite der Hohen Tatra, östlich und südlich der Berge Lomnický štít, Kežmarský štít, Huncovský štít und Veľká Svišťovka. Das Tal ist relativ kurz und erreicht vom Ende des Moränenwalls zum Seitengrat Vidlový hrebeň (deutsch Gabelgrat) keine zwei Kilometer.

## Beschreibung und Abgrenzung

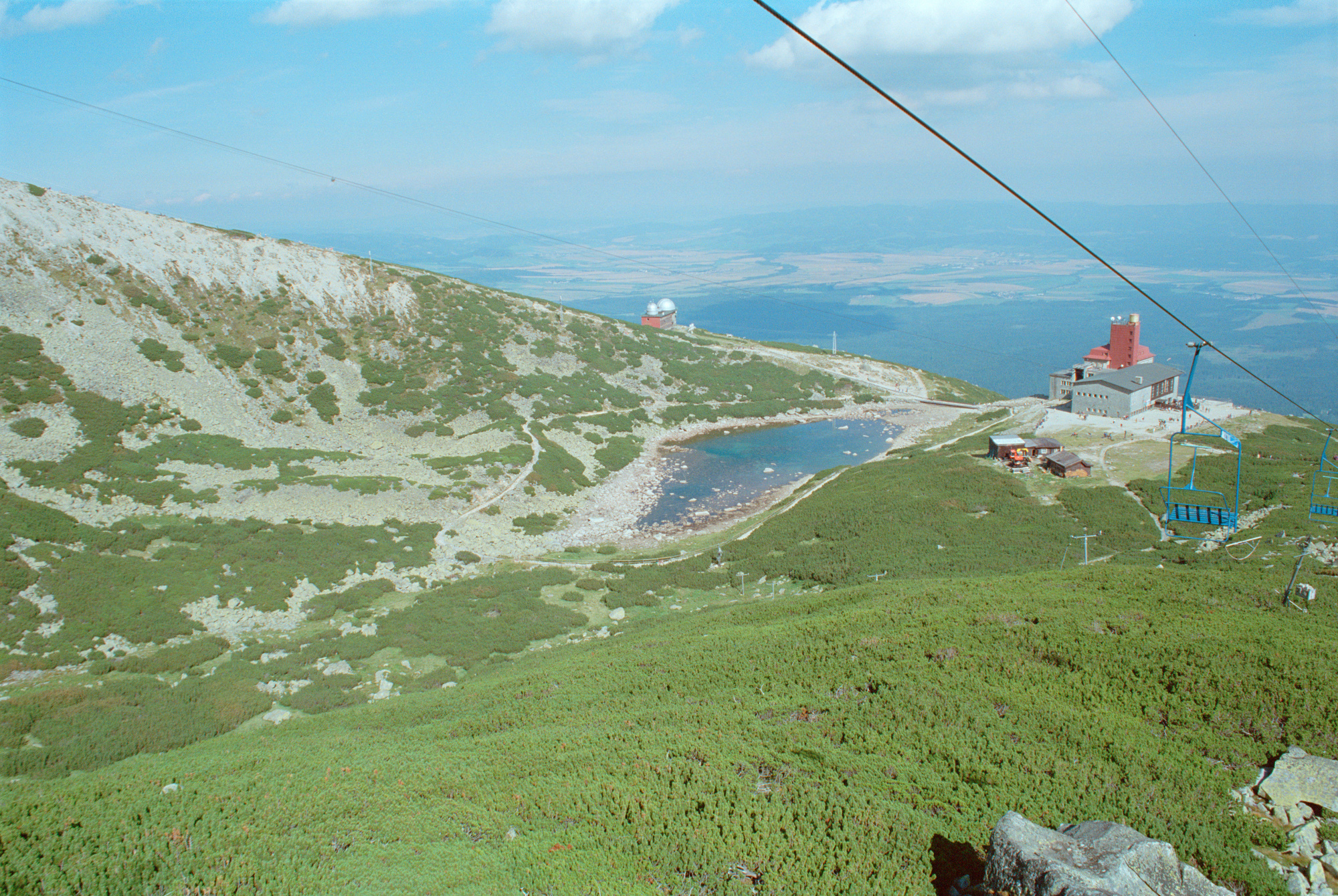
Blick auf den See Skalnaté pleso von der Sesselbahn

Das Tal hat an sich keine Seitentäler, jedoch zwei Terrassenstufen, nämlich den tieferen Lievikový kotol (deutsch Trichterkessel) und den höheren Cmiter (deutsch Totengarten).
Das Tal grenzt an den Hochgebirgskessel Medená kotlina im Tal Veľká Zmrzlá dolina im Norden, den Kessel Huncovská kotlina im Nordosten und das Tal Malá Studená dolina im Westen.

## Gewässer
Durch das Tal fließt der Skalnatý potok (deutsch Steinbach), der durch den Bergsee Skalnaté pleso (deutsch Steinbachsee) verläuft. Der See unterliegt jedoch starken Schwankungen. Südwestlich von Skalnaté plieso liegt der kleine Bergsee Skalnaté oko. Der höher gelegene Bergsee Lievikové pleso (deutsch Trichtersee) verschwand bereits gegen 1880.

## Name und Geschichte

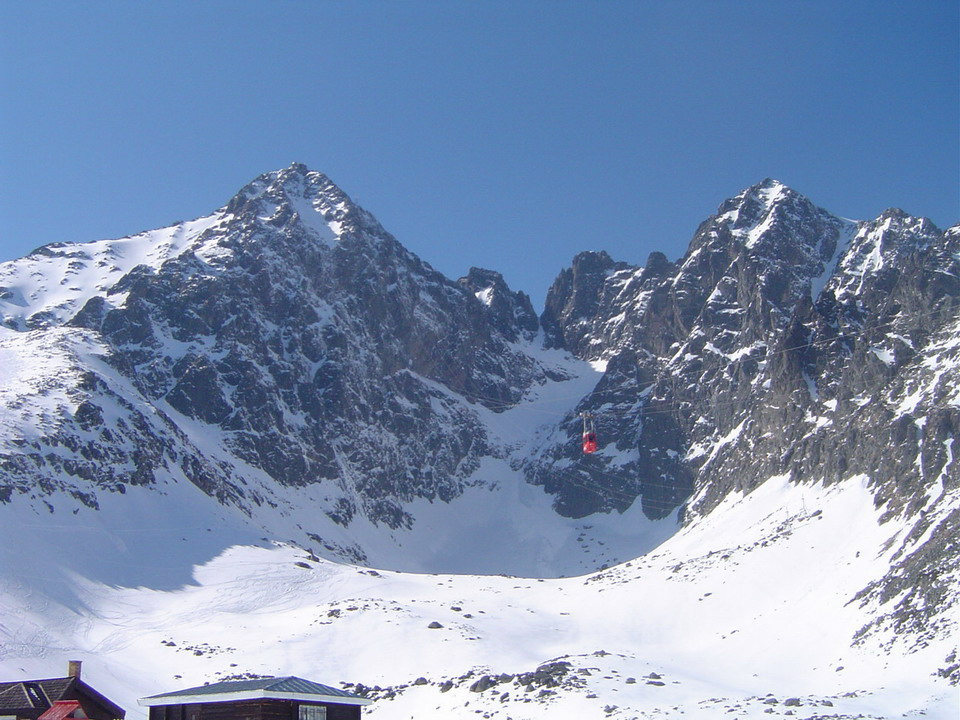
Winteransicht des Tals

Der Name spiegelt den Charakter des Tals wider, da es sich hier um ein verödete, durch Felsensteine geprägtes Tal mit eher spärlicher Vegetation handelt.
Ursprünglich hieß das Tal Lomnická dolina (wörtlich Lomnitzer Tal) nach der jahrhundertelangen Zugehörigkeit zur Gemeinde Veľká Lomnica (deutsch Großlomnitz), im Polnischen heißt es auch heute noch so. Im Mittelalter stand unweit des heutigen Orts Tatranská Lomnica ein Meierhof, dessen Herden hinauf ins Tal, das damals durch Pflanzenwuchs bedeckt war. Die Vegetation verschwand aber durch weidende Schafe und die dünnen Bodenschichten wurden durch Starkregen heruntergespült, womit sich das Aussehen des Tals änderte. Auch nach dem Untergang des Meierhofs im 14. Jahrhundert kam es nicht zu einer Erholung.
Der heutige Name entstand durch Übertragungsfehler: in einer Skizze der Hohen Tatra von Georg Buchholtz im Jahr 1717 heißt der Skalnaté pleso lateinisch Stagnum rupicaprarum und deutsch Steinbock See. Später änderte sich das Wort Steinbock in Steinbach und die geänderte Bedeutung erschien auch in den Namen der verwandten geographischen Objekte und wurde ins Slowakische und Ungarische auch so übersetzt.
Der slowakische Schriftsteller Anton Marec bietet eine andere Erklärung an. Im Namen Steynbachtal sind nach seiner Darstellung folgende Wörter enthalten: steyn, mit der Bedeutung „Erz“ im Mittelalter, bak beziehungsweise bach mit der Bedeutung „Bergwerk“, und tal mit der gleichen Bedeutung.

## Tourismus

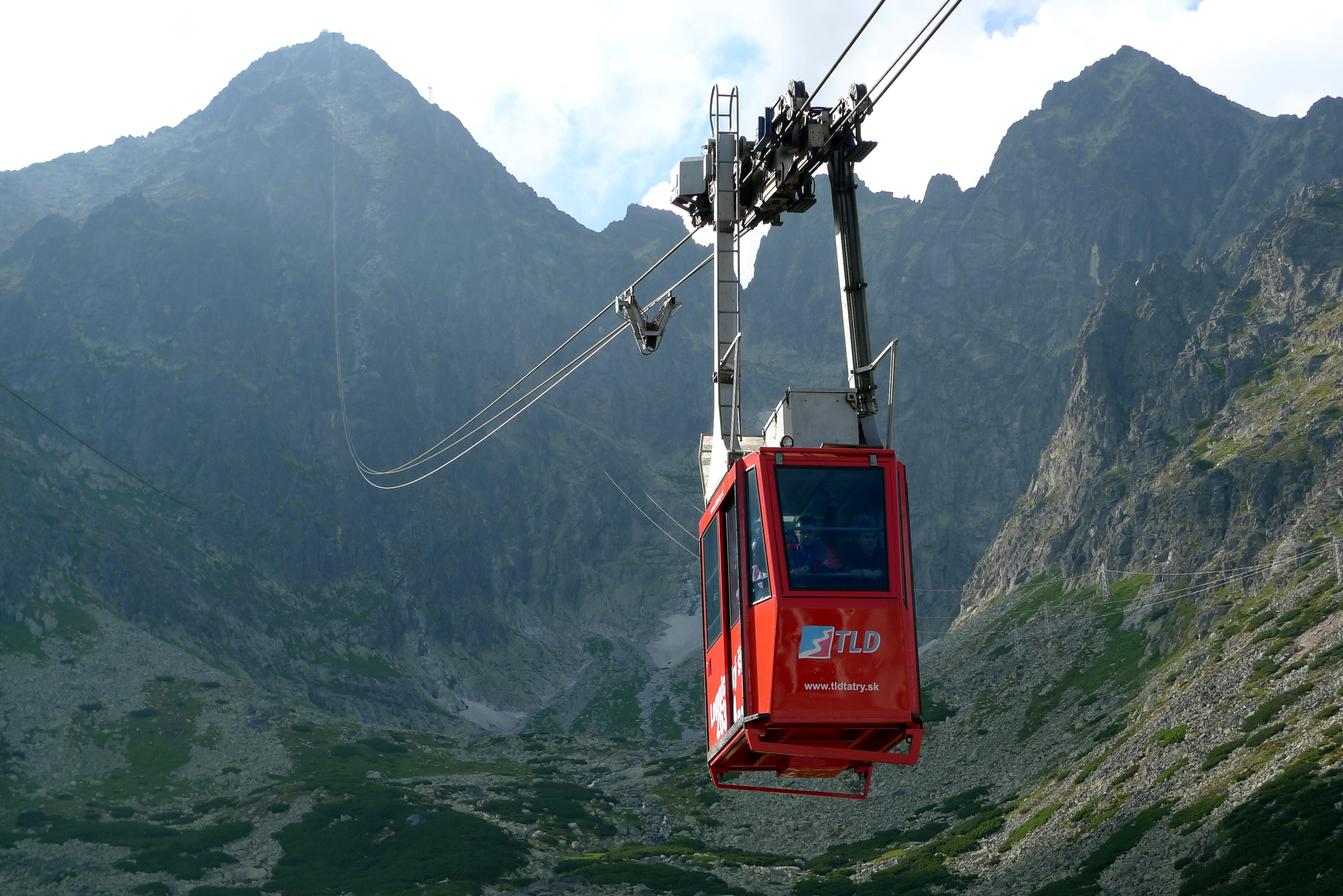
Luftseilbahn

Die Skalnatá dolina ist dank der Kabinenbahn von Tatranská Lomnica nach Skalnaté pleso und den weiterführenden Seilbahn zum Gipfel des Lomnický štít sowie Sesselbahn zum Sattel Lomnické sedlo eines der meistbesuchten Täler der slowakischen Hohen Tatra. Neben den Stationen der Kabinen- und Seilbahnen befinden sich hier das Observatorium Skalnaté Pleso, im Gebäude des ehemaligen Hotels Encián ist heute eine Galerie untergebracht, nebenan steht ein Restaurant. Südöstlich der Stationen steht die Berghütte Skalnatá chata.
Durch das Tal verläuft der rot markierte Wanderweg Tatranská magistrála auf der Teilstrecke von Hrebienok und über den Sattel Sedlo pod Svišťovkou weiter zu den Bergseen Zelené pleso und Veľké Biele pleso. Von Tatranská Lomnica führt ein grün markierter Wanderweg über die Zwischenstation Štart der Kabinenbahn zur Skalnatá chata, bei Skalnaté pleso beginnt ein blau markierter Wanderweg zum Sattel unterhalb des Bergs Malá Svišťovka, mit Weiterführungen in die Talorte Tatranské Matliare und Kežmarské Žľaby. Von der Bergstation der Sesselbahn am Lomnické sedlo führt ein kurzer grüner Weg zum 2215 m n.m. hohen Berg Veľká Lomnická veža.